# Drepanogynis clavata
Drepanogynis clavata là một loài bướm đêm trong họ Geometridae.